# Una habitació on sempre plou
Una habitació on sempre plou és un grup escultòric situat a la plaça del Mar de Barcelona, davant de la platja de Sant Sebastià. Obra de l'artista madrileny Juan Muñoz, es va inaugurar el 21 de juliol de 1992, pocs dies abans de la inauguració dels Jocs Olímpics. Es compon d'una gàbia inspirada en l'umbracle del Parc de la Ciutadella, on hi ha cinc figures humanes de bronze amb els ulls tapats, i que en lloc de cames tenen una base esfèrica. La glorieta enreixada es troba atrapada sota tres grans arbres, que s'integren com una part més de l'obra. La idea de l'artista era que un sistema de reg fes pluja permanentment, però per dificultats tècniques no es va instal·lar. El 2004 es va desmuntar per a construir un aparcament, i es va instal·lar de nou sobre un terra de marbre mig metre més amunt de l'original.
Forma part de l'exposició Configuracions urbanes, organitzada per la nominació de Barcelona com a seu dels Jocs Olímpics, que consisteix en vuit obres creades per sis artistes estrangers, un madrileny i un de català, que formen un recorregut pels barris de la Ribera, la Barceloneta i el Port Vell. El projecte va estar dirigit per la crítica d'art Gloria Moure.